# Jakob Jörissen
Jakob Jörissen (* 16. August 1948; † 18. Januar 2021) war ein deutscher Chemiker (Elektrochemie, Technische Chemie) und Hochschullehrer an der TU Dortmund.

## Leben
Jörissen studierte Chemie an der Universität in Bonn und der TU Dortmund und promovierte dort 1982 (Modellgleichungen für die Chlor-Alkali-Elektrolyse nach dem Membran-Verfahren zur Berechnung einer Kaskaden-Elektrolyse). 1995 habilitierte er sich in Technischer Chemie. 2006 wurde er außerplanmäßiger Professor in der Fakultät für Bio- und Chemieingenieurwesen der TU Dortmund. Bis zu seiner Pensionierung im Oktober 2013 war er am selben Lehrstuhl als Oberingenieur tätig.
Er befasste sich mit elektrochemischen technischen Verfahren mit Ionenaustauschermembranen. Speziell befasste er sich mit Elektrolyse von Natriumchlorid und Salzsäure insbesondere unter Einsatz von Gasdiffusionselektroden zur Energieeinsparung, elektroorganische Synthesen, Entgiftung von Trinkwasser und das Recycling von Salzen.
2011 erhielt er mit Arno Behr (TU Dortmund) und David Agar (TU Dortmund) den Literaturpreis des Fonds der Chemischen Industrie für ihr Lehrbuch über Technische Chemie.
Neben seiner beruflichen Tätigkeit engagierte er sich in verschiedensten Funktionen in seiner katholischen Kirchengemeinde Maria Königin in Dortmund-Eichlinghofen. Unter anderem war er auch Vorsitzender des Ortsvereins der Katholischen Arbeitnehmer-Bewegung (KAB) St. Franziskus-Xaverius in Dortmund-Barop.
Jörissen verstarb am 18. Januar 2021 im Alter von 72 Jahren.

## Schriften
- Arno Behr, David W. Agar, Jakob Jörissen: Einführung in die Technische Chemie, Springer Spektrum 2010
- Ionenaustauscher-Membranen in der Elektrolyse und elektroorganischen Synthese, Fortschrittsberichte VDI, Düsseldorf 1996 (Habilitation)